# Rudolf Arnheim
Rudolf Arnheim Berlim (15 de Julho de 1904 — 9 de Junho de 2007) foi um psicólogo alemão behaviorista, que emigrou em 1940 para os Estados Unidos da América. De 1946 a 1968 ensinou no Sarah Lawrence College e, a partir de 1968, tornou-se professor de Psicologia da Arte em Harvard. Posteriormente, acabou por se tornar professor convidado na Universidade de Michigan, em Ann Arbor. De acordo com as ideias de Rudolf Arnheim, seria impossível pensar sem recorrer a imagens perceptivas, uma vez que o pensamento seria algo eminentemente visual, ligando-se assim à Psicologia da forma.
Arnheim afirma que seus principais livros são Arte e Percepção Visual de 1954, Pensamento Visual de 1969 e O Poder do Centro: um estudo da composição nas artes visuais. de 1982, entretanto Arte e percepção visual é sua publicação conhecida internacionalmente. Sua última edição de 1974, ampliada e revisada  está traduzida em 14 idiomas e é reconhecido como um dos mais influentes livros do século XX.
Ele foi eleito membro da Academia Americana de Artes e Ciências em 1976.

## Primeiros anos
Seu pai era proprietário de uma pequena fábrica de piano em Berlim. Inicia seus estudos na Universidade de Berlim em 1923 graduando-se em psicologia e filosofia, com estudos também em história da arte e música. Nesta universidade ele entra em contato com os psicólogos do nascente estudo da gestalt, principalmente Max Wertheimer, Wolfgang Kohler e Kurt Lewin. Sua tese de doutorado, terminada em 1928, foi um estudo sobre a expressão da face e da escrita.

## Arte e pensamento
Como um dos principais estudiosos da Gestalt na Arte, Arnheim afirma que "toda percepção é também pensamento, todo processo de raciocínio é também intuitivo, toda observação é também invenção" (Arnheim, 1974:5). Contradiz a ideia dominante que entende que as palavras e não as imagens são os primeiros ingredientes do pensamento e que a linguagem precede a percepção.
Arnheim afirma que "o mecanismo pelo qual os sentidos entendem o meio-ambiente são idênticas às operações descritas pela psicologia do raciocínio" (Rudolf Arnheim, Visual Thinking, 1969:v). Como as descobertas científicas, as expressões artísticas são uma forma de conhecimento na qual a percepção e o pensamento são indivisivelmente entrelaçados. Uma pessoa que pinta, escreve, compõe, dança, deve-se dizer, pensa com seus sentidos (Rudolf Arnheim, Visual Thinking, 1969:v).

## Publicações
- Poder Do Centro. Lisboa, edições 70, 1990
- Arte e Percepção Visual. Uma Psicologia Da Visão Criadora. Editora: Thomson Pioneira, 1998.
- Intuição e Intelecto na Arte. SP: Martins Fontes, 2004
- Dinâmica Da Forma Arquitectonica. Lisboa: Presença 1988
- Para Uma Psicologia Da Arte - Ensaios. 1997
- A Arte Do Cinema. 1989
- Cinema como Arte. Niterói: Muiraquitã, 2012.

espanhol
- El Pensamiento Visual. Paidós - Suave - pp. 368 - edic. 1986 - 1ª edición
- El Cine Como Arte. Paidós - Suave - pp. 176 - edic. 1986 - 4ª edición
- Nuevos Ensayos Sobre Psicología del Arte. Editorial Alianza - Suave - pp. 320 - edic. 1989 - 1ª edición
- Ensayos para Rescatar el Arte. Ediciones Cátedra - Suave - edic. 1992 - 1ª edición
- Consideraciones Sobre la Educación Artística. Paidós - Suave - pp. 112 - edic. 1993 - 1ª edición
- La Forma Visual de la Arquitectura. Gustavo Gili - Suave - pp. 229 - edic. 2001
- Arte y Percepción Visual. Editorial Alianza - Suave - pp. 520 - edic. 2002 - 2ª edición

alemão
- 1928: Experimentell-psychologische Untersuchungen zum Ausdrucksproblem. Psychologische Forschung, 11, 2-132.
- 1928: Stimme von der Galerie Berlin: Dr. W. Benary Press.
- 1932: Film als Kunst. Berlin: Ernst Rowohlt. Neuausgaben: 1974, 1979, 2002
- 1972/1996: Anschauliches Denken. Zur Einheit von Bild und Begriff. Erstausgabe 1972, nun Köln: DuMont Taschenbuch 1996.
- 1977: Kritiken und Aufsätze zum Film. (Hrsg.: Helmut H. Diederichs) München: Hanser.
- 1979: Radio als Hörkunst. München: Hanser. Neuausgabe: 2001 (Suhrkamp)
- 1985: Zwischenrufe. Kleine Aufsatze aus den Jahren 1926-1940 (1985)
- 2004: Die Seele in der Silberschicht. (Hrsg.: Helmut H. Diederichs) Frankfurt am Main: Suhrkamp.

inglês
- 1936 Radio, translated by Margaret Ludwig and Herbert Read (London: Faber and Faber, 1936); reprinted as Radio: An Art of Sound (New York: Arno Press, 1971).
- 1943: Gestalt and art. Journal of Aesthetics and Art Criticism, 2, 71-5.
- 1949/1966: Toward a Psychology of Art. Berkeley and Los Angeles: University of California Press.
- 1954/1974: Arte e Percepção Visual: A Psychology of the Creative Eye. Berkeley and Los Angeles: University of California Press. ISBN 0-520-24383-8. Nova versão 1974.
- 1957: Film as Art (Berkeley: University of California Press, 1957).
- 1962/1974: Picasso's Guernica. Berkeley: University of California Press. Reimpresso como The Genesis of a Painting (1974)
- 1966: Toward a Psychology of Art. Berkeley: University of California Press.
- 1969: Visual Thinking. Berkeley: University of California Press.
- 1971: Entropy and Art. Berkeley: University of California Press.
- 1977: The Dynamics of Architectural Form. Berkeley and Los Angeles: University of California Press.
- 1982/88: The Power of the Center: A Study of Composition in the Visual Arts. Berkeley: University of California Press. Edição revista 1988.
- 1986: New Essays on the Psychology of Art. Berkeley: University of California Press.
- 1989: Parables of Sun Light: Observations on Psychology, the Arts, and the Rest. Berkeley: University of California Press.
- 1990: Thoughts on Art Education. Los Angeles: Getty Center for Education.
- 1992: To the Rescue of Art. Berkeley: University of California Press.
- 1996: The Split and the Structure. Berkeley: University of California Press.
- 1997: Film Essays and Criticism. Berkeley: University of California Press.